# Strong Openweight Championship
O Strong Openweight Championship (em japonês: STRONG無差別級王座, STRONG musabetsu-kyū ōza) é um campeonato de wrestling profissional de propriedade e promovido pela promoção japonesa New Japan Pro-Wrestling (NJPW). O título foi anunciado oficialmente em 2 de abril de 2021. O título é apresentado exclusivamente no programa de televisão americano da NJPW, NJPW Strong Live, que inclui lutadores americanos. O campeão inaugural foi Tom Lawlor. O atual campeão é Hikuleo, que está em seu primeiro reinado.

## História

### Torneio inaugural
|  | Classificatória 5, 12, 19 & 26 de março de 2021 | Classificatória 5, 12, 19 & 26 de março de 2021 | Classificatória 5, 12, 19 & 26 de março de 2021 |                 |               | 1ª rodada 9 de abril de 2021 | 1ª rodada 9 de abril de 2021 | 1ª rodada 9 de abril de 2021 |  |  | Semifinais 16 de abril de 2021 | Semifinais 16 de abril de 2021 | Semifinais 16 de abril de 2021 |  |  | Final 23 de abril de 2021 | Final 23 de abril de 2021 | Final 23 de abril de 2021 |  |
|  |                                                 |                                                 |                                                 |                 |               |                              |                              |                              |  |  |                                |                                |                                |  |  |                           |                           |                           |  |
|  | 1                                               | Clark Connors                                   | Pin                                             |                 |               |                              |                              |                              |  |  |                                |                                |                                |  |  |                           |                           |                           |  |
|  | 1                                               | Clark Connors                                   | Pin                                             |                 |               |                              |                              |                              |  |  |                                |                                |                                |  |  |                           |                           |                           |  |
|  | 16                                              | TJP                                             | 9:27                                            |                 |               |                              |                              |                              |  |  |                                |                                |                                |  |  |                           |                           |                           |  |
|  | 16                                              | TJP                                             | 9:27                                            |                 | Clark Connors | Clark Connors                | 9:57                         |                              |  |  |                                |                                |                                |  |  |                           |                           |                           |  |
|  |                                                 |                                                 |                                                 |                 | Clark Connors | Clark Connors                | 9:57                         |                              |  |  |                                |                                |                                |  |  |                           |                           |                           |  |
|  |                                                 |                                                 | Lio Rush                                        | Lio Rush        | Pin           |                              |                              |                              |  |  |                                |                                |                                |  |  |                           |                           |                           |  |
|  | 8                                               | Rocky Romero                                    | Lio Rush                                        | Lio Rush        | Pin           | 13:57                        |                              |                              |  |  |                                |                                |                                |  |  |                           |                           |                           |  |
|  | 8                                               | Rocky Romero                                    |                                                 |                 |               |                              |                              |                              |  |  |                                |                                |                                |  |  |                           |                           |                           |  |
|  | 9                                               | Lio Rush                                        | Pin                                             |                 |               |                              |                              |                              |  |  |                                |                                |                                |  |  |                           |                           |                           |  |
|  | 9                                               | Lio Rush                                        | Pin                                             |                 | Lio Rush      | Lio Rush                     | 7:38                         |                              |  |  |                                |                                |                                |  |  |                           |                           |                           |  |
|  |                                                 |                                                 |                                                 |                 |               |                              |                              |                              |  |  |                                |                                |                                |  |  |                           |                           |                           |  |
|  |                                                 |                                                 | Brody King                                      | Brody King      | Pin           |                              |                              |                              |  |  |                                |                                |                                |  |  |                           |                           |                           |  |
|  | 5                                               | Brody King                                      | Brody King                                      | Brody King      | Pin           | Pin                          |                              |                              |  |  |                                |                                |                                |  |  |                           |                           |                           |  |
|  | 5                                               | Brody King                                      |                                                 |                 |               |                              |                              |                              |  |  |                                |                                |                                |  |  |                           |                           |                           |  |
|  | 12                                              | Bateman                                         | 13:25                                           |                 |               |                              |                              |                              |  |  |                                |                                |                                |  |  |                           |                           |                           |  |
|  | 12                                              | Bateman                                         | 13:25                                           |                 | Brody King    | Brody King                   | Pin                          |                              |  |  |                                |                                |                                |  |  |                           |                           |                           |  |
|  |                                                 |                                                 |                                                 |                 | Brody King    | Brody King                   | Pin                          |                              |  |  |                                |                                |                                |  |  |                           |                           |                           |  |
|  |                                                 |                                                 | Chris Dickinson                                 | Chris Dickinson | 10:42         |                              |                              |                              |  |  |                                |                                |                                |  |  |                           |                           |                           |  |
|  | 4                                               | Blake Christian                                 | Chris Dickinson                                 | Chris Dickinson | 10:42         | 8:53                         |                              |                              |  |  |                                |                                |                                |  |  |                           |                           |                           |  |
|  | 4                                               | Blake Christian                                 |                                                 |                 |               |                              |                              |                              |  |  |                                |                                |                                |  |  |                           |                           |                           |  |
|  | 13                                              | Chris Dickinson                                 | Pin                                             |                 |               |                              |                              |                              |  |  |                                |                                |                                |  |  |                           |                           |                           |  |
|  | 13                                              | Chris Dickinson                                 | Pin                                             |                 | Brody King    | Brody King                   | 20:05                        |                              |  |  |                                |                                |                                |  |  |                           |                           |                           |  |
|  |                                                 |                                                 |                                                 |                 |               |                              |                              |                              |  |  |                                |                                |                                |  |  |                           |                           |                           |  |
|  |                                                 |                                                 | Tom Lawlor                                      | Tom Lawlor      | Sub           |                              |                              |                              |  |  |                                |                                |                                |  |  |                           |                           |                           |  |
|  | 6                                               | Ren Narita                                      | Tom Lawlor                                      | Tom Lawlor      | Sub           | Pin                          |                              |                              |  |  |                                |                                |                                |  |  |                           |                           |                           |  |
|  | 6                                               | Ren Narita                                      |                                                 |                 |               |                              |                              |                              |  |  |                                |                                |                                |  |  |                           |                           |                           |  |
|  | 11                                              | Misterioso                                      | 11:12                                           |                 |               |                              |                              |                              |  |  |                                |                                |                                |  |  |                           |                           |                           |  |
|  | 11                                              | Misterioso                                      | 11:12                                           |                 | Ren Narita    | Ren Narita                   | 13:19                        |                              |  |  |                                |                                |                                |  |  |                           |                           |                           |  |
|  |                                                 |                                                 |                                                 |                 | Ren Narita    | Ren Narita                   | 13:19                        |                              |  |  |                                |                                |                                |  |  |                           |                           |                           |  |
|  |                                                 |                                                 | Tom Lawlor                                      | Tom Lawlor      | Sub           |                              |                              |                              |  |  |                                |                                |                                |  |  |                           |                           |                           |  |
|  | 3                                               | The DKC                                         | Tom Lawlor                                      | Tom Lawlor      | Sub           | 9:13                         |                              |                              |  |  |                                |                                |                                |  |  |                           |                           |                           |  |
|  | 3                                               | The DKC                                         |                                                 |                 |               |                              |                              |                              |  |  |                                |                                |                                |  |  |                           |                           |                           |  |
|  | 14                                              | Tom Lawlor                                      | Pin                                             |                 |               |                              |                              |                              |  |  |                                |                                |                                |  |  |                           |                           |                           |  |
|  | 14                                              | Tom Lawlor                                      | Pin                                             |                 | Tom Lawlor    | Tom Lawlor                   | Pin                          |                              |  |  |                                |                                |                                |  |  |                           |                           |                           |  |
|  |                                                 |                                                 |                                                 |                 |               |                              |                              |                              |  |  |                                |                                |                                |  |  |                           |                           |                           |  |
|  |                                                 |                                                 | Hikuleo                                         | Hikuleo         | 8:58          |                              |                              |                              |  |  |                                |                                |                                |  |  |                           |                           |                           |  |
|  | 7                                               | Jordan Clearwater                               | Hikuleo                                         | Hikuleo         | 8:58          | 7:57                         |                              |                              |  |  |                                |                                |                                |  |  |                           |                           |                           |  |
|  | 7                                               | Jordan Clearwater                               |                                                 |                 |               |                              |                              |                              |  |  |                                |                                |                                |  |  |                           |                           |                           |  |
|  | 10                                              | Hikuleo                                         | Pin                                             |                 |               |                              |                              |                              |  |  |                                |                                |                                |  |  |                           |                           |                           |  |
|  | 10                                              | Hikuleo                                         | Pin                                             |                 | Hikuleo       | Hikuleo                      | Sub                          |                              |  |  |                                |                                |                                |  |  |                           |                           |                           |  |
|  |                                                 |                                                 |                                                 |                 | Hikuleo       | Hikuleo                      | Sub                          |                              |  |  |                                |                                |                                |  |  |                           |                           |                           |  |
|  |                                                 |                                                 | Fred Rosser                                     | Fred Rosser     | 6:22          |                              |                              |                              |  |  |                                |                                |                                |  |  |                           |                           |                           |  |
|  | 2                                               | Fred Rosser                                     | Fred Rosser                                     | Fred Rosser     | 6:22          | Pin                          |                              |                              |  |  |                                |                                |                                |  |  |                           |                           |                           |  |
|  | 2                                               | Fred Rosser                                     |                                                 |                 |               |                              |                              |                              |  |  |                                |                                |                                |  |  |                           |                           |                           |  |
|  | 15                                              | J. R. Kratos                                    | 14:16                                           |                 |               |                              |                              |                              |  |  |                                |                                |                                |  |  |                           |                           |                           |  |

## Reinados
Até 16 de março de 2025, houve quatro reinados entre quatro campeões. Tom Lawlor foi o campeão inaugural. Kenta é o campeão mais velho quando venceu aos 41 anos, enquanto Hikuleo é o campeão mais jovem aos 32 anos.
Hikuleo é o atual campeão em seu primeiro reinado. Ele derrotou Kenta em 3 de maio de 2023 no Wrestling Dontaku em Fukuoka, Japão.
| Nº          | Ordem de reinados na história.                    |
| Reinado     | O número de reinados de cada lutadora.            |
| Dias Rec.   | Número de dias detidos reconhecidos pela promoção |
| Localização | A cidade em que o título foi conquistado.         |
| Evento      | O evento em que o título foi conquistado.         |
| Defesas     | Número de defesas bem-sucedidas.                  |

| Nº | Campeão     | Mudança de campeão      | Mudança de campeão                | Mudança de campeão | Estatísticas do reinado | Estatísticas do reinado | Estatísticas do reinado | Estatísticas do reinado | Notas | Ref.        |
| Nº | Campeão     | Data                    | Evento                            | Local              | Reinado                 | Dias                    | Dias Rec.               | Defesas                 | Notas | Ref.        |
| -- | ----------- | ----------------------- | --------------------------------- | ------------------ | ----------------------- | ----------------------- | ----------------------- | ----------------------- | --- | ----------- |
| 1  | Tom Lawlor  | 23 de abril de 2021     | New Japan Cup USA 2021            | Port Hueneme, CA   | 1                       | N/A                     | 387                     | 9                       | Derrotou Brody King nas finais de um torneio de eliminação única de 16 homens para se tornar o campeão inaugural. A data exata em que este evento foi gravado é desconhecida. Foi ao ar em 23 de abril de 2021. | [ 8 ] [ 1 ] |
| 2  | Fred Rosser | 15 de maio de 2022      | Strong: Collision in Philadelphia | Filadélfia, PA     | 1                       | 279                     | 238                     | 7                       | Exibido em 25 de junho de 2022. | [ 9 ]       |
| 3  | Kenta       | 18 de fevereiro de 2023 | Battle in the Valley              | San José, CA       | 1                       | 74                      | 74                      | 2                       | | [ 10 ]      |
| 4  | Hikuleo     | 3 de maio de 2023       | Wrestling Dontaku                 | Fukuoka, Japão     | 1                       | 683+                    | 683+                    | 0                       | | [ 11 ]      |